# 久美浜県

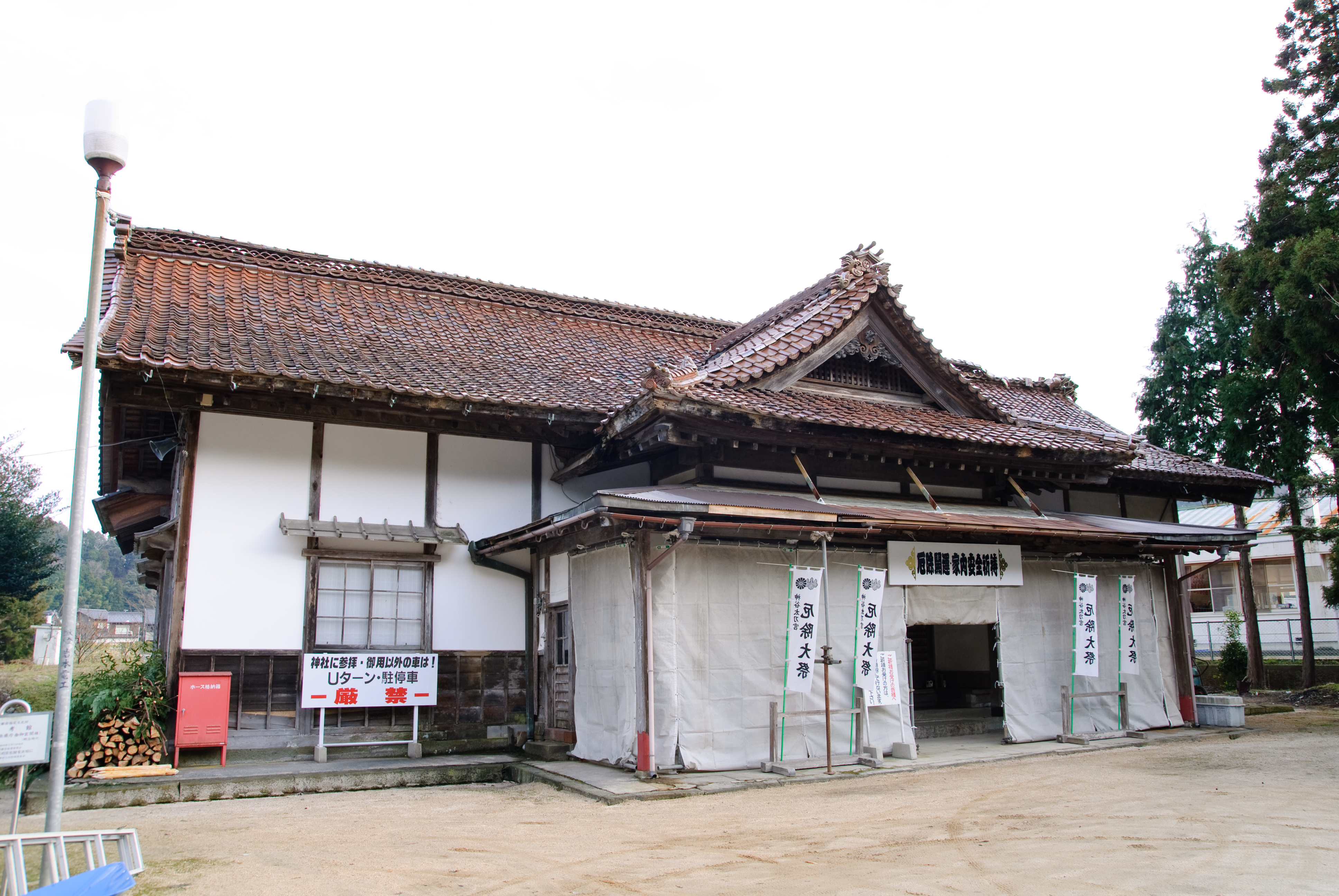
旧久美浜縣庁舎・玄関棟（現：参考館）

久美浜県（くみはまけん）は、1868年（慶応4年）に丹後国、丹波国、但馬国、播磨国、美作国内の幕府領・旗本領を管轄するために明治政府によって設置された県。管轄地域は、当初は現在の京都府北部、兵庫県西部、岡山県東北部、のちに京都府北部に分布していた。

## 概要
丹後・丹波・但馬・播磨・美作5ヶ国の久美浜代官所、生野代官所支配地および但馬、丹波の旗本領の926ヶ村23万石を管轄した。
県庁は旧久美浜代官所（現京都府京丹後市）に置かれた。旧代官所は手狭であったことから、1870年（明治3年）に新庁舎が完成しているが、実働期間が短かったことから、移築されて後身の豊岡県庁としても使用された。
旧生野代官所支配地を中心に分離運動が高まり、1869年（明治2年）、但馬（北部の一部を除く）・播磨・美作3ヶ国を生野県として分離した。また、但馬南部の一部を篠山藩へ移管している。
1871年（明治4年）、第1次府県統合により丹波・丹後・但馬の11県が統合して豊岡県が設置されたため廃止された。なお、久美浜県権知事兼生野県権知事の小松彰は引き続き豊岡県権令を務めた。

## 沿革
- 1868年（慶応4年）
  - 1月3日 - 西園寺公望が山陰道鎮撫府に任命され京都を出発。
  - 2月 - 新政府軍が熊野郡久美浜町（現在の京都府京丹後市久美浜町西本町城山）の久美浜代官所を接収し官軍出張所とする。
  - 4月19日 - 新政府が生野代官所に府中裁判所を設置。同代官所の管轄地域を統括。
  - 閏4月28日 - 新政府が久美浜代官所の管轄地域を統括する久美浜県を設置。
  - 7月29日 - 府中裁判所が廃止され、管轄地域を久美浜県が管轄（23万石）。
- 1869年（明治2年）8月10日 - 但馬・播磨・美作の180ヶ村を生野県として分離、但馬南部の一部を篠山藩へ移管。
- 1870年（明治3年）5月5日 - 県庁の新庁舎が完成（のちに豊岡県庁として移築）。
- 1871年（明治4年）11月2日 - 第1次府県統合により豊岡県に編入、同日久美浜県廃止。

## 管轄地域
生野県に分割された地域は同県の項を参照。
- 丹波国
  - 桑田郡のうち - 53村（旗本領38村、御料所10村、二条家領5村、その他寺社領など2村）
  - 船井郡のうち - 45村（幕府領7村、旗本領31村、御料7村、寺社領7村）
  - 何鹿郡のうち - 55村（旗本領55村）
  - 天田郡のうち - 30村（旗本領7村、飯野藩領15村、鶴牧藩領4村、柏原藩領3村、半原藩領2村）
  - 氷上郡（「旧高旧領取調書」に県名の記載がないため詳細不明）
- 丹後国
  - 熊野郡 - 53村（久美浜代官所）
  - 中郡のうち - 10村（同上）
  - 竹野郡のうち - 48村（同上）
- 但馬国（一部が生野県に移管されずに残ったが、「旧高旧領取調書」が藩領以外空欄のため詳細不明）

## 歴代知事
- 1868年（慶応4年）閏4月28日 - 1870年（明治3年）11月23日 ： 知事・伊王野坦（鳥取藩出身の蘭学者）
- 1870年（明治3年）11月23日 - 1870年（明治3年）12月19日 ： 知事・井田譲（前生野県知事、元大垣藩士）
- 1870年（明治3年）12月19日 - 1871年（明治4年）11月2日 ： 権知事・小松彰（前大史、元松本藩士。生野県権知事を兼任）